# Aura (rivier in Finland)
De Aura (Fins Aurajoki; Zweeds Aura å) is een rivier in het zuidwesten van Finland. De rivier ontspringt in Oripää en stroomt door Pöytyä, Aura en Lieto alvorens uit te monden in de Oostzee in het centrum van Turku. De totale lengte van de rivier is ongeveer 70 km. De Aura bevat 11 stroomversnellingen; de grootste is Nautelankoski bij Lieto. Het drinkwater voor Turku wordt onttrokken aan de Aura nabij de Halinen stroomversnelling.
Het woord "Aura" lijkt afkomstig van het Zweeds woord voor waterweg (aathra, nog steeds herkenbaar in de huidige vorm ådra), maar in het Fins wordt de naam vertaald als 'ploeg'. een toepasselijke naam aangezien de rivier door landbouwgebied stroomt.
- Gemeinsame Normdatei: 1122000499
- Nationale Bibliotheek van Israël: 987007561439805171
- Virtual International Authority File: 315141576